# Village d'Orléans
Pour les articles homonymes, voir Orléans.
Le village d’Orléans , « quartier d’Orléans » ou « quartier de la Commanderie » est un micro-quartier de Paris.

## Situation et accès
Ce micro-quartier est situé dans le 14e arrondissement de Paris, compris dans le quartier administratif du Petit-Montrouge au sud de l’hospice de la Rochefoucauld (actuel hôpital La Rochefoucauld) au nord de la rue d’Alésia, entre l’avenue du Général-Leclerc et la rue de la Tombe Issoire.
Le quartier est desservi par la ligne de métro 4 à la station Mouton-Duvernet.

## Historique

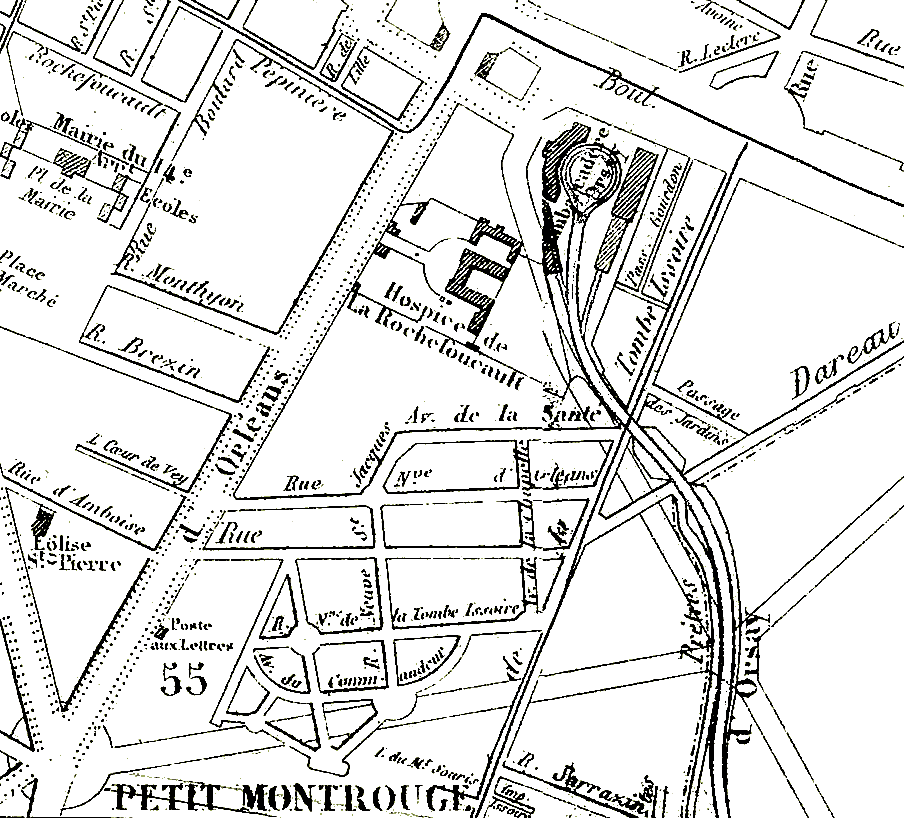
Le lotissement dit Nouveau village d'Orléans, extrait de la carte du 14e arrondissement de Paris d'Andriveau-Goujon, de 1868.

### Les Hospitaliers
Ce quartier est le plus ancien lotissement de l’arrondissement, antérieur à ceux du quartier de Plaisance.
En 1826, la société Javal frères achète un terrain, le « clos des Catacombes » entouré de moulins et d’auberges, sur la partie du territoire de commune de Montrouge « Petit-Montrouge » proche de la ville de Paris. Ce terrain appartenait jusqu’à la Révolution au prieuré hospitalier de Saint-Jean de Latran dont le siège était situé à Paris à l'emplacement de l'actuelle rue de Latran. Ce terrain fut saisi en 1792 avec l’ensemble des biens de la Commanderie et revendu.

### Période moderne
Les frères Javal chargent l’architecte Théodore Charpentier du lotissement de cet espace sur lequel sont tracées l’avenue de la Santé (actuelle rue Hallé), l’avenue de la Chapelle (actuelle rue d'Alembert), la rue Neuve d’Orléans (actuelle rue du Couédic), la rue Neuve de la Tombe-Issoire actuelle rue Bezout. Des petites places circulaires sont aménagées aux croisements.
Le quartier de maisons basses avec jardins à l’arrière, baptisé par ses promoteurs « village d’Orléans » par sa proximité avec la route d’Orléans (actuelle avenue du Général-Leclerc), était destiné à des personnes tranquilles, gens de bureau, artistes, employés.
Le règlement du lotissement interdisait les « commerces bruyants et nauséabonds » et la vente « à des filles de joie ».
La place semi-circulaire à l’angle des rues de la Chapelle et de la Santé était bordée de 11 maisons identiques.
Deux impasses ouvraient sur la rue de la Santé, dont seule subsiste la villa Hallé,.
Le quartier qui s'étendait à l'origine des rues Hallé et du Couédic jusqu'à la rue de la Tombe-Issoire a été amputé de son extrémité nord-est par la création de la ligne de Sceaux (RER B) en 1846 puis par le percement de l'avenue de Montsouris (actuelle avenue René-Coty) en 1865 sans supprimer cependant aucune place du lotissement.

Maisons d’origine
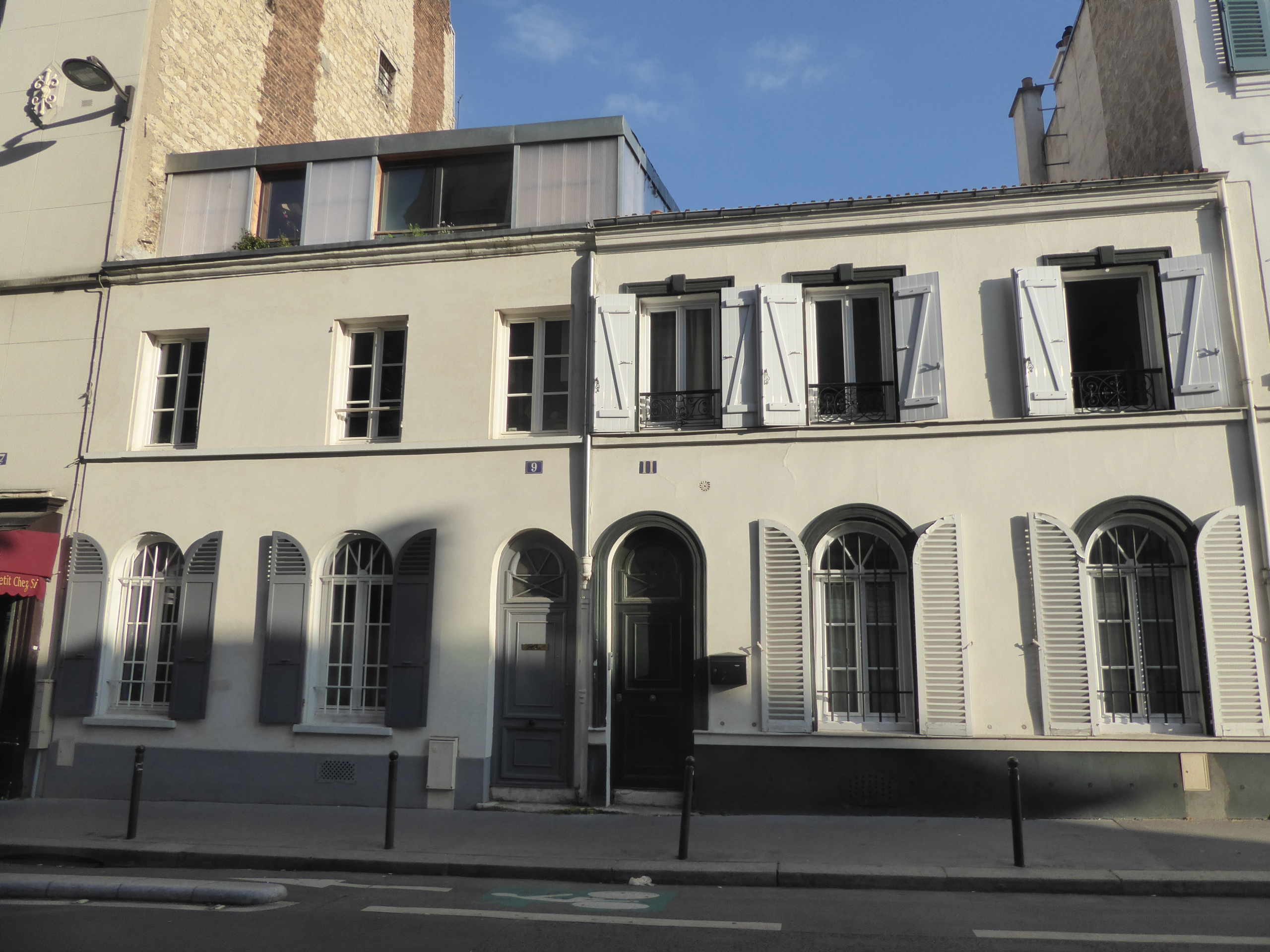
Nos 9 et 11.
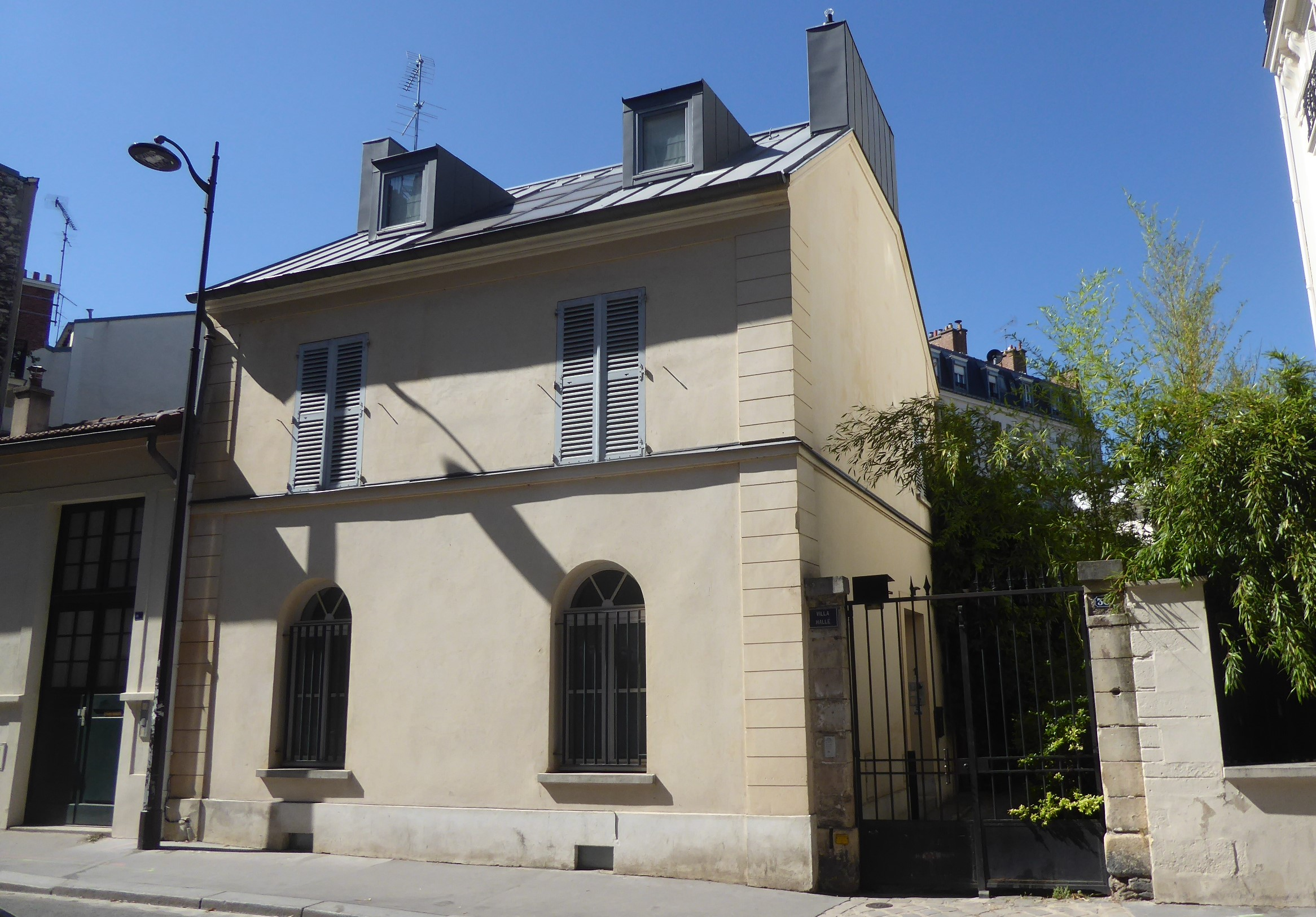
Entrée de la villa Hallé.
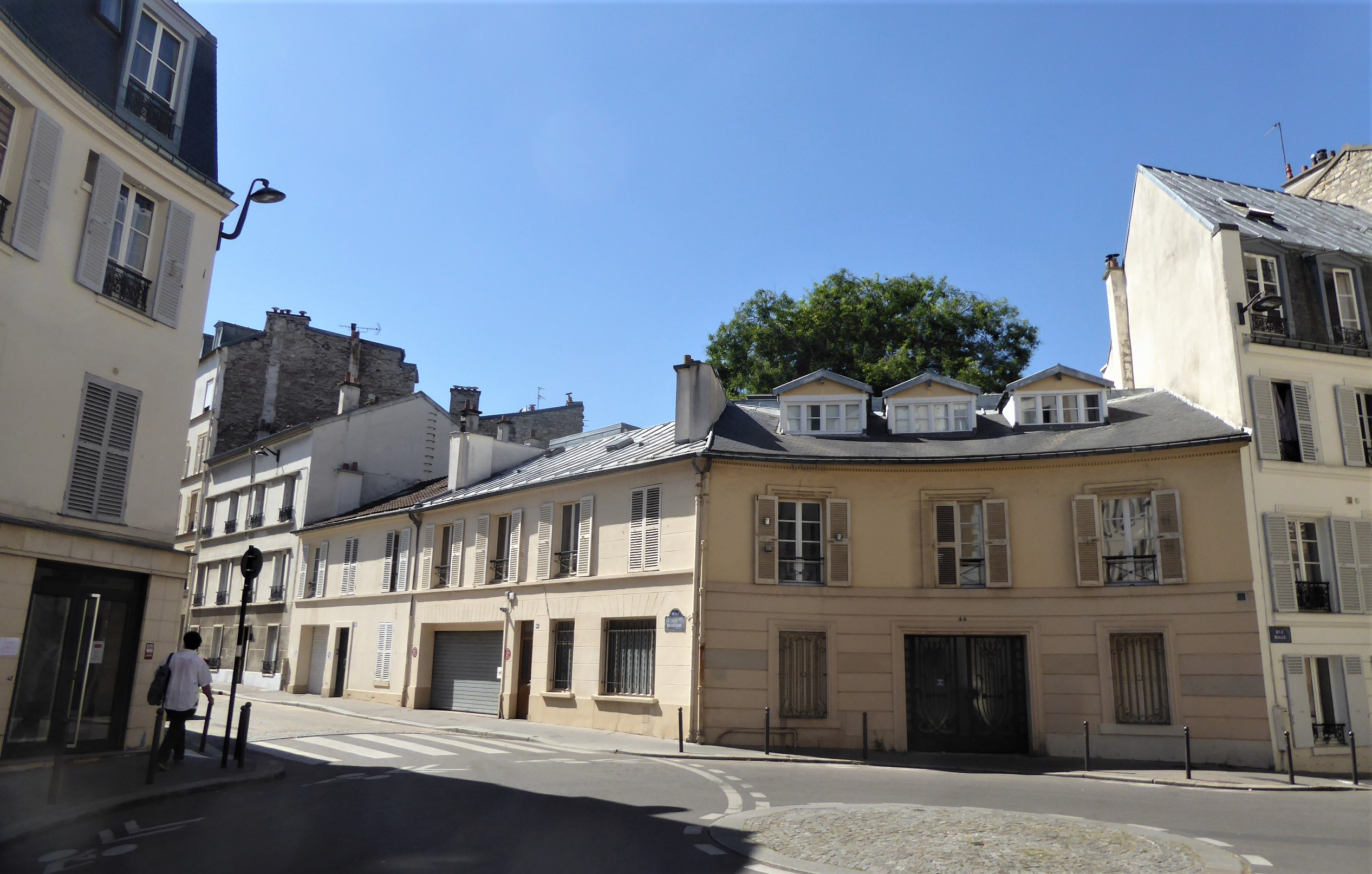
Place Michel-Audiard, ancienne mairie du Petit-Montrouge.

## Le quartier auXXIesiècle

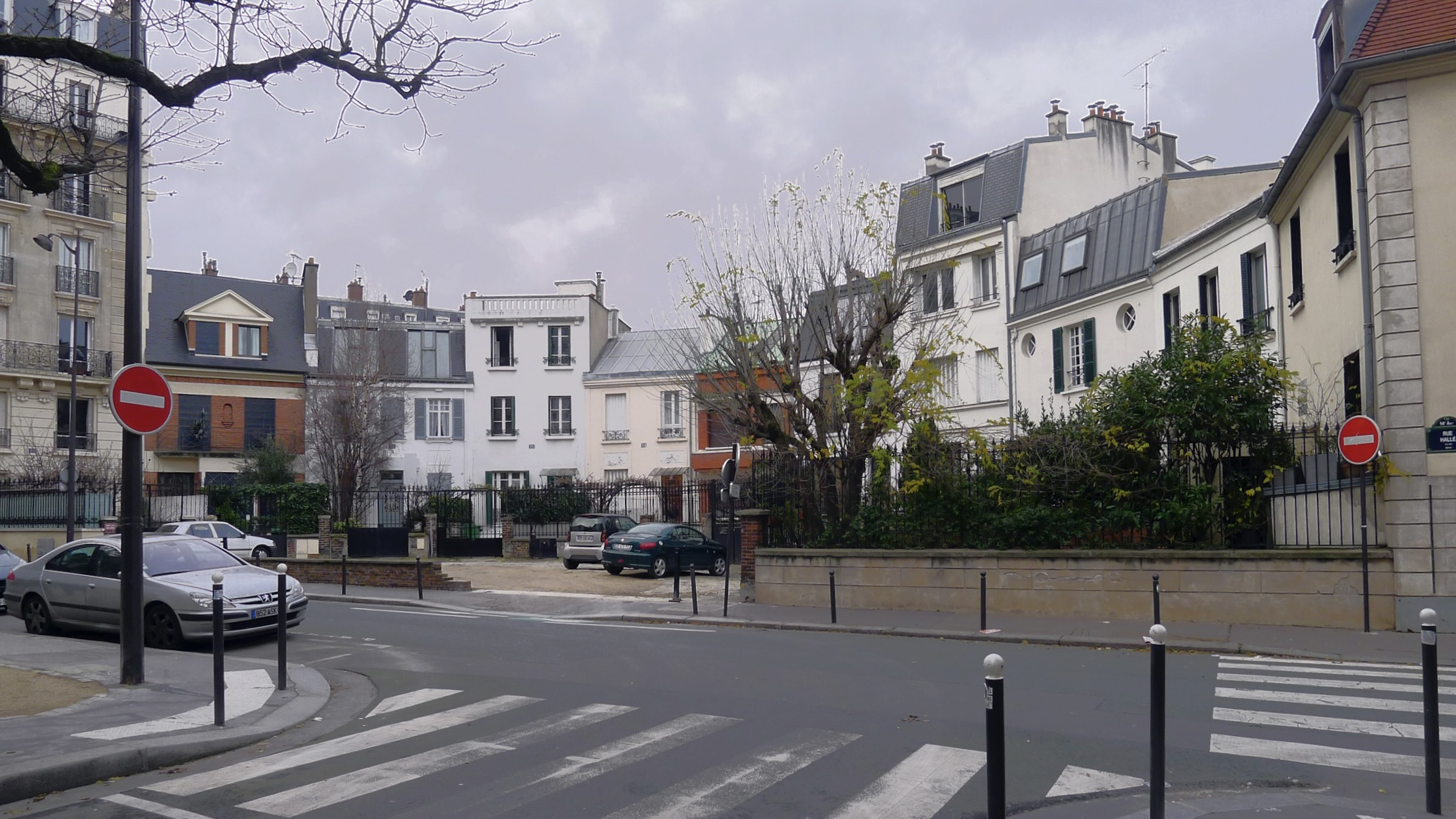
Placette rue Hallé.

Le quartier a perdu son homogénéité.
Des immeubles de plusieurs étages ont été édifiés, pour la plupart à la fin du XIXe siècle, à la place des maisons basses.
Le secteur conserve cependant plusieurs maisons d’origine et reste un quartier résidentiel tranquille avec quelques petits commerces mais aucune grande surface. La plupart des maisons de la placette semi-circulaire rue Hallé ont été reconstruites ou modifiées mais l’ensemble a toujours beaucoup de charme.
Le quartier surplombe le circuit de visite des catacombes dont la sortie était située rue Rémy-Dumoncel jusqu’en 2017.

Les catacombes sous le village d’Orléans
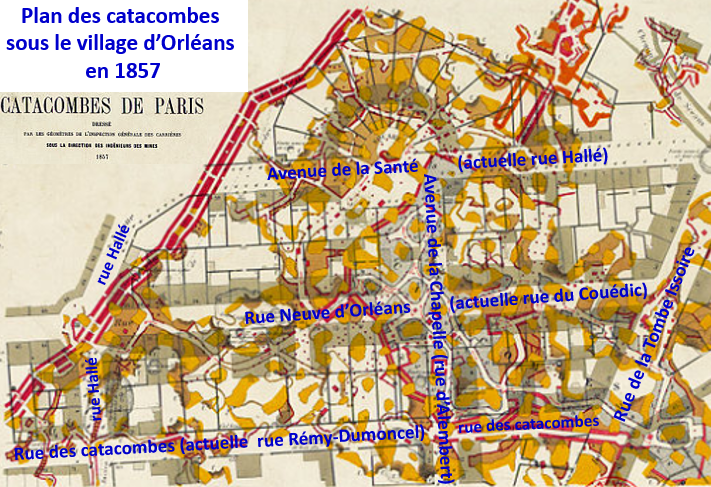
Plan des catacombes sous le village d'Orléans en 1857.
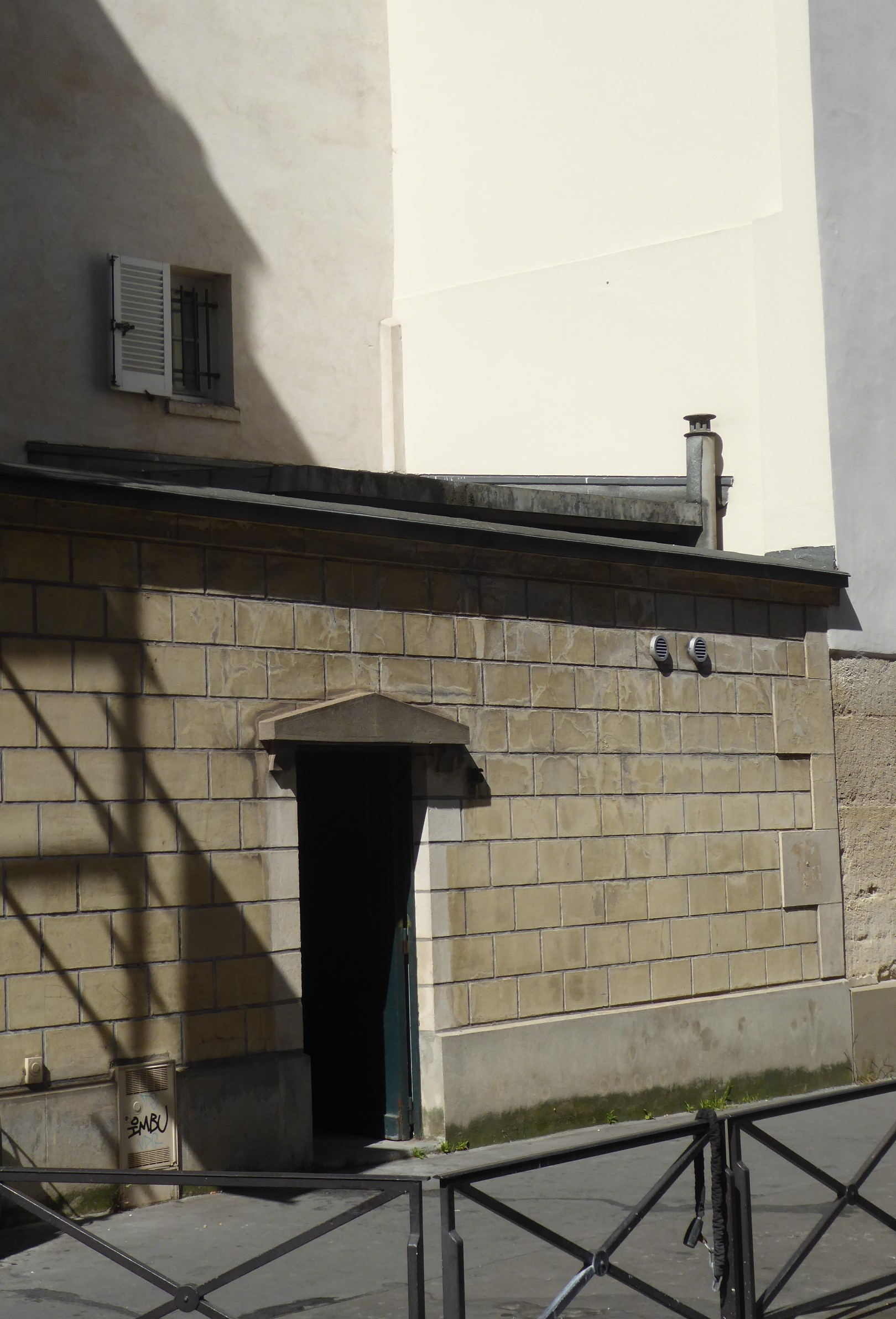
Ancienne sortie des visites des catacombes rue Rémy-Dumoncel.